# أليخاندرو غوميز (عداء مسافات طويلة)
أليخاندرو غوميز (بالإسبانية: Alejandro Gómez)‏ هو عداء مسافات طويلة إسباني، ولد في 11 أبريل 1967 في فيغو في إسبانيا.

## وصلات خارجية
- أليخاندرو غوميز على موقع الاتحاد الدولي لألعاب القوى (الإنجليزية)
- أليخاندرو غوميز على موقع أوليمبيديا (الإنجليزية)